# エフード・バラック
エフード・バラック（バラク  אהוד ברק、英語: Ehud Barak、1942年2月12日 - ）は、イスラエルの政治家、元軍人。第15代国防軍参謀総長。「独立」党首、国会議員。首相（14代）、副首相、国防大臣（18・22代）、労働党党首（8・13代）を歴任した。

## 来歴

### 軍人
バラックは1959年にイスラエル国防軍に入隊し、35年間を務め中将（イスラエル国防軍の最高位）まで昇進した。特殊部隊（サイェレット・マトカル）での任務の間に彼はテロリストに対抗する秘密任務に従事した。この間のバラックの活躍で良く知られているのはミュンヘンオリンピック事件におけるイスラエルの報復作戦の一件である。女装した彼は部隊を率いてベイルートのPLOの幹部等が宿泊するアパートを奇襲し、標的とした幹部3名の暗殺に成功した。この事でバラックは「殊勲章」を受章し、その勇敢さと作戦上の功労で4つの勲章を与えられた。彼は兵役に就任中の1976年にエルサレムのヘブライ大学から物理学及び数学の学士号を得、1978年にはアメリカ合衆国カリフォルニア州パロ・アルトのスタンフォード大学から経済工学システムの修士号を得た。
1983年から1985年にかけて、イスラエル参謀本部諜報局局長を務めた。
1991年から1995年にかけて、イスラエル国防軍参謀総長を務めた。

### 政界入り
政界入りした後は、1995年に内務大臣、1995年から1996年まで外務大臣を務める。1996年にはクネセトに選出され、クネセトの外交委員会および国防委員会のメンバーとなる。1996年にバラックはイスラエル労働党の党首に就任する。
1999年5月17日にイスラエルの首相に選出され、2001年2月の特別選挙でアリエル・シャロンが首相に選出された後2001年3月7日までの任期を全うした。シャロン自身は労働党に対し融和的であり、キャンプ・デービッド会談以後も当初は外交・安全保障について拒否権を有した上での大連立を模索しており、首相選勝利後もバラックには国防相留任を要請していたが、バラックは敗戦責任をとる形で議員の職も辞し、以降6年間公の場から姿を消す。
2007年6月12日、労働党党首に再び当選。オルメルト政権への入閣を表明したが、同時に2006年のレバノン侵攻で批判を受けている同政権の退陣を主張した。2009年に発足した第二次ネタニヤフ政権に党員投票の結果参画し、バラックは国防相に留任するものの、党内左派との対立はその間に拡大。2011年1月には労働党が連立政権からの離脱を決定し、自らの政策実現が困難になると見たバラックはマタン・ヴィルナイ副国防相らと同党を集団離党し新党・「独立」の結党に踏み切り、連立政権に残った。その後、「独立」の支持率は伸びず、2012年11月26日には翌2013年1月に予定されている総選挙への不出馬と政界引退を発表。
2012年2月に来日している。

## 政治姿勢

アラファート（右）と握手するバラック
（中央はビル・クリントン）

パレスチナとの和平に比較的積極的な政治家である。第三次中東戦争以来占領が続いている東エルサレムの占領終結などにも言及している。2000年7月にキャンプデービッドでパレスチナ自治政府大統領ヤーセル・アラファートと会談した際に「クリントン・パラメーター」（キリスト教とイスラム教の聖地を含む東エルサレムの一部に加えてヨルダン川西岸地区の97%とガザ地区全域をパレスチナ国家として認める）を受け入れるも、アラファートは言葉を濁したため実現しなかった。
しかし、一方で入植政策の最高権限者（国防相が入植政策の主務大臣である）、東エルサレムのギロ地区でのユダヤ人入植地拡大を推進（これは明白な国際法違反である）するなど、ダブルスタンダードとも言える姿勢である。イスラエルが占領しているヨルダン川西岸地区のユダヤ人入植地について、2009年11月、バラックは一時凍結を決めた（入植政策の実施権限は国防相にある）。これについて、バラックの元には、ヨルダン川西岸地区は「神から与えられた土地」と信じている極右やカハネ主義者の人間たちから次々と「西岸の入植地を撤去しようなどと考えたら殺す」「家族も標的にする」などといった内容の脅迫文が送りつけられた。

## イスラエルの核兵器保有についての発言
バラックは、2011年11月のPBSによるインタビューで、緊張が高まるイランの核開発問題について、「自分がイラン人であったらおそらく核兵器開発をしていたでしょう」という趣旨の発言をし、更に、「恐らく…、私は彼ら（イラン）がイスラエルのためにそれ（核開発）をしていると勘違いしません。彼らには4000年の歴史があります。周りを見渡せば、彼らの周りにはインドの核兵器があり、中国の核兵器があり、パキスタンの核兵器があります。そして、伝えられるところではイスラエルはそれ（核兵器保有能力）を持ちます」と発言、イスラエルの核兵器保有を認めたとも取れる発言をした。

## 著作
- エフード・バラック、安倍晋三、朴槿恵ほか『世界論』（土曜社、2014年1月）